# Monastère Saint-Euthyme

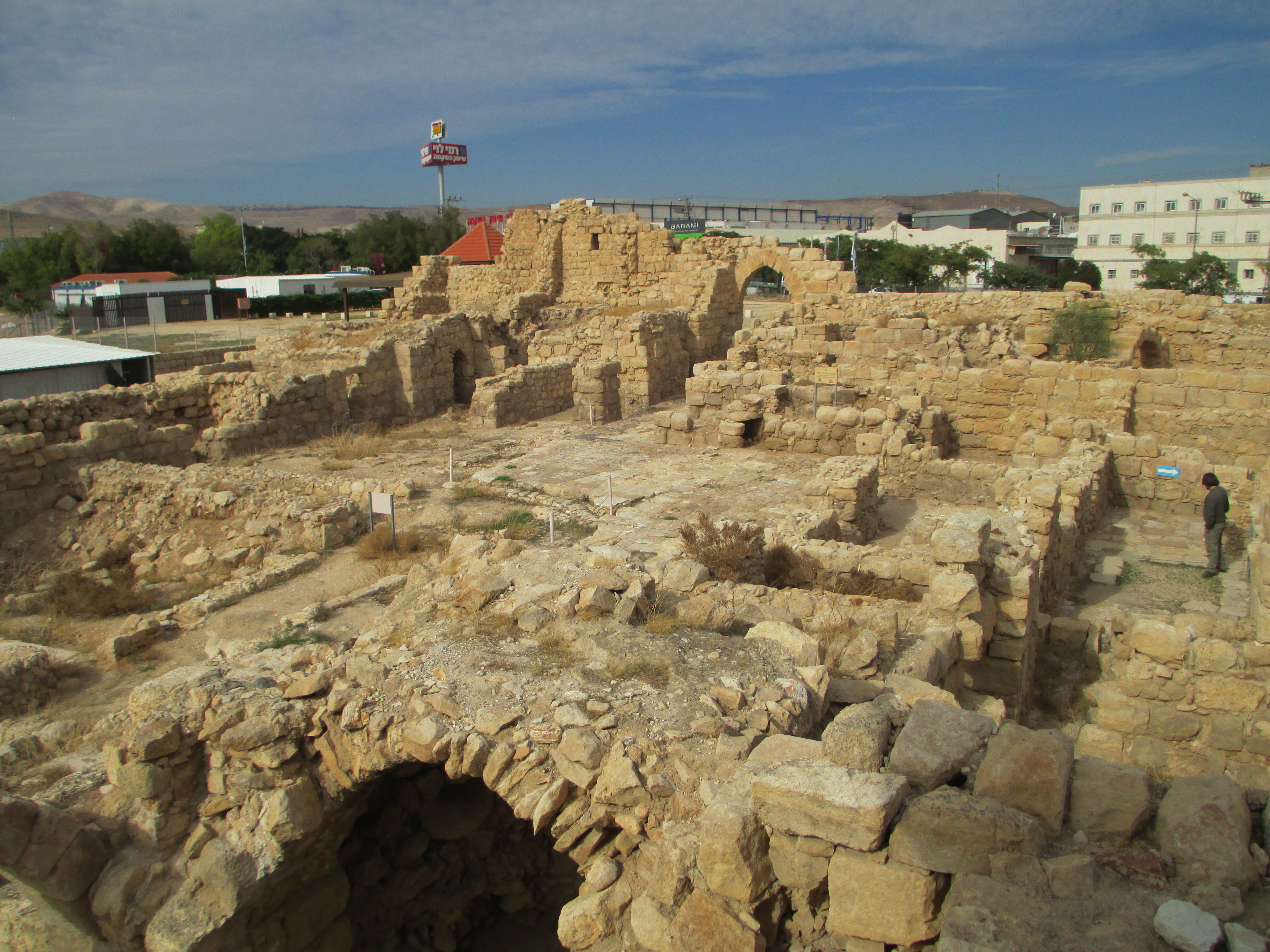
Ruines du monastère

Le monastère Saint-Euthyme était au départ une laure, fondée par saint Euthyme en Palestine en 420. Une laure est une église autour de laquelle de trouvent des grottes ou des cellules d'ascètes s'y réunissant pour prier une fois par semaine. Elle est devenue le monastère Saint-Euthyme en 482.
Cet ancien établissement monastique est situé dans l'actuel Tal-at-ed-Dumm, du côté sud du torrent de Wady Kelt, cité dans la Bible comme Adoummim, à mi-chemin entre Jéricho et Jérusalem, lieu supposé de la parabole du Bon Samaritain. Il se trouve à proximité de Ma'aleh Adumim, nouvelle banlieue de Jérusalem en Cisjordanie.
La laure d'Euthyme est organisée comme celle de Phâran avec de petites cellules creusées dans la roche. Son église est consacrée par Juvénal, patriarche de Jérusalem, le 7 mai 428. Après la mort d'Euthyme le Grand, le 20 janvier 473, l'église sert de réfectoire et l'on construit une nouvelle église au-dessus de l'ancienne, avec un cénobium. Le cénobium est le lieu où les novices recevaient leur enseignement des moines plus âgés, selon la tradition monastique de Mar Saba.
La nouvelle église est consacrée par Martyrius, patriarche de Jérusalem, en 482 et la laure prend le nom de monastère Saint-Euthyme. De nouveaux bâtiments sont construits tout autour. Le site est abandonné au XIIe siècle et il est transformé au XIIIe siècle en un caravansérail de pèlerins musulmans se rendant à La Mecque.
Ce monastère était un lieu de formation et d'organisation essentiel pour le réseau des monastères sabaïtes de Terre sainte. C'est aussi un monastère historique pour les chrétiens des Églises préchalcédoniennes et orthodoxes.

## Source
- (en) Cet article est partiellement ou en totalité issu de l’article de Wikipédia en anglais intitulé « Laura of Euthymius » (voir la liste des auteurs).